# Джозеф Артур Анкра
Джозеф Артур Санку Анкра (англ. Joseph Arthur Ankrah; 18 серпня 1915 — 25 листопада 1992) — ганський політичний та військовий діяч, голова урядової Ради національного визволення Республіки Гана у 1966–1969 роках, керівник військового перевороту 24 лютого 1966 року, що призвів до усунення від влади першого президента країни Кваме Нкруми.

## Життєпис
Народився 18 серпня 1915 року в Аккрі в родині наглядача Християнського місіонерського товариства Семуеля Пола Кофі Анкри (англ. Samuel Paul Cofie Ankrah) та його дружини Беатрис Абаші Куейнор (англ. Beatrice Abashie Quaynor), яка займалась торгівлею. Його родина мала давні військові традиції.

### Навчання та спорт
1921 року шестирічного Джозефа віддали на навчання до Весліанської методистської школи (англ. Wesleyan Methodist School) в Аккрі, де за свої лідерські якості він отримав прізвисько Ankrah Patapaa. 1932 він вступив до приватної Аккрської академії, однієї з провідних середніх шкіл Гани, а 1937 року отримав сертифікат Кембридзької школи (англ. Cambridge School) як спортсмен, що подає надії, та який показав себе під час навчання у школі. Розпочавши спортивну кар'єру в юнацькому футбольному клубі «Аврора», наприкінці 1930-их юний Анкра вже професійно грав у найбільшому та найстарішому клубі Гани «Аккрські дубові серця» (англ. Hearts Of Oak SC). Був нападником лівого крила, відомим як «Джо» (Joe) Анкра, він цілковито віддав себе футболу, однак Друга світова війна змінила його плани.

### Військова кар'єра
1939 року Джозеф Анкра був мобілізований рядовим до британських королівських прикордонних військ Західної Африки. 1940 року його бригаду відрядили до Східної Африки для участі у бойових діях проти італійської армії в Абісинії, однак Анкру залишили в Аккрі, де він зайняв пост у канцелярії, продовживши виступи за рідний клуб. Отримавши чин ворент-офіцера 2-го класу, він, тим не менше, знайшов роботу чиновника надто нудною та почав домагатись дозволу на початок офіцерської кар'єри. Оскільки всі офіцерські посади у збройних силах Британського Золотого Берега займали англійці, Анкрі знадобилось чимало зусиль і часу, щоб домогтись свого. Тільки в листопаді 1946 його відрядили на військові курси в Тамале й Теші, а потім — на офіцерські кадетські курси в Меншфілді, Велика Британія.
У лютому 1947 року Джозеф Анкра закінчив навчання, та, отримавши звання лейтенанта, став першим офіцером уродженцем Золотого Берега. Повернувшись на батьківщину, був відряджений до штаб-квартири військового округу в Аккрі, де отримав посаду головного інструктора навчальних курсів. Однак просування службовими сходами в колоніальній Гані виявилось тривалим. Лише за 9 років, 1956, Анкра отримав звання майора та був призначений командиром роти у 1-му піхотному батальйоні в Тамале. Після того як наступного року Гана здобула незалежність, Джозеф Анкра отримав звання підполковника й посаду командира батальйону, а в серпні 1960, конкуруючи з англійцями, які продовжували складати кістяк офіцерського корпусу Гани — полковника.

### Конго
Того ж року полковник Анкра був відряджений до Конго (Леопольдвіль), який здобув незалежність, у складі сил ООН з підтримання миру. Там він зайняв пост помічника командира ганського контингенту генерал-майора Генрі Александера зі штабом у Лулуаборзі. Александер характеризував Анкру як найбільш бойового та жорстокого солдата Гани, неймовірно рішучого на нещадного в ситуаціях, що вимагали насильницьких акцій. Восени 1960 року, за власною ініціативою та ризикуючи власним життям, він урятував конголезького лідера Патріса Лумумбу від солдат національної армії, які його переслідували. 1961 року полковник Анкра, єдиний з ганських військовиків, був нагороджений Військовим хрестом за неперевершену хоробрість, отримав звання бригадного генерала та, після повернення до Конго, призначений заступником начальника штабу оборони Гани.

### На чолі армії Гани
У грудні того ж 1961 року президент Гани Кваме Нкрума розпочав чистку збройних сил від британських офіцерів та звільнив генерала Александера з лав ганської армії. Генерал Джозеф Анкра став командувачем армії Гани і вдруге за рік отримав наступне військове звання — генерал-майора. Однак у липні 1965 року Кваме Нкрума запідозрив Анкру в нелояльності та участі у змові, усунув його від посади та звільнив з армії. Півроку звільнений генерал працював на другорядній цивільній посаді директора Національного інвестиційного банку, поки ситуація знову не повернулась на його користь.

### На чолі країни
24 лютого 1966 року командир 2-ї піхотної бригади полковник Еммануель Квасі Котока за підтримки генерального інспектора поліції Джона Харлі та за задумом майора Аквазі Аманкви Афріфи скинув лівий режим Кваме Нкруми. Забутий генерал Джозеф Артур Анкра, який мав у війську беззаперечний авторитет, став головою Ради національного визволення в чині генерал-лейтенанта та главою держави.
За рік, після спроби військового перевороту 17 квітня 1967 року й загибелі Котоки, Анкра також узяв на себе обов'язки головнокомандувача збройних сил Гани. Новий режим згорнув розпочаті Нкрумою соціалістичні перетворення, скоротив бюджет, припинив будівництво промислових об'єктів та морських портів, заморозив зарплатню, розпочав приватизацію більшості з 55 державних підприємств. Було продано третину від 148 державних ферм, позбавлено дотацій кооперативи, ліквідовано безкоштовну середню освіту й медичне обслуговування. Було розірвано дипломатичні відносини з Кубою та Гвінеєю, закрито дипломатичні представництва Гани у соціалістичних країнах.
Однак політика Анкри та його прибічників з часом втратила усіляку популярність. 26 лютого 1968 року «The Ghanaian Times» писала з нагоди другої річниці перевороту — «Люди, які вітали військово-поліцейську вісь на початку 1966 року та змагались у вихвалянні й панегіриках… здаються нині розчарованими режимом, бажають його найшвидшого уходу». Рада національного визволення ухвалила рішення провести вільні вибори й передати владу цивільному уряду.

### Зарубіжні поїздки Джозефа Анкри
- Велика Британія, ФРН та США — вересень 1967[9].
- Верхня Вольта, Берег Слонової Кістки, Нігер, Того й Дагомея — січень-лютий 1968;
- Берег Слонової Кістки — вересень 1968[10].

### Несподівана відставка
На початку 1969 року Джозеф Анкра, який вирішив виставити свою кандидатуру на президентських виборах, змовився з нігерійським бізнесменом Францем Нзеребе, якому Рада доручила провести опитування громадської думки. Нзеребе подав дані, відповідно до яких Анкра був найпопулярнішим політиком Гани, випереджаючи й генерала Афріфу і знаменитого опонента Нкруми професора Кофі Бусіа. Ініційоване Афріфою розслідування встановило, що Анкра отримував гроші від приватних іноземних фірм, а частину коштів передавав Францу Нзеребе, що могло вплинути на результати його опитувань. Сума отриманих Анкрою хабарів, відповідно до урядових даних, наближалась до 30 000 доларів.
Викликаний на засідання Ради національного визволення, Анкра пояснив такі фінансові махінації тим, що мав намір фінансувати дослідження громадської думки, щоб визначити свої шанси на президентство. Потім він зізнався, що хотів передати гроші деяким політикам, імена яких повідомив членам Ради у конфіденційному порядку. Скандал вирішив політичну долю глави держави — 2 квітня 1969 року було опубліковано офіційне повідомлення Ради про добровільну відставку генерал-лейтенанта Джозефа Анкри з посту глави держави після того, як він на засіданні Ради «визнав свою повну відповідальність за той ганебний інцидент».
Джозеф Анкра був звільнений з армії та залишився у столиці, де розпочав приватне життя, не втручаючись до життя політичного. Він без особливих ускладнень пережив три військових перевороти, репресії 1979 року, коли було розстріляно трьох колишніх глав держави, крах двох республік і застав народження Четвертої республіки.
Помер 25 листопада 1992 року в Аккрі.

## Родина
1965 року Анкра одружився втретє, з Мілдред Кристіною Акосівор Фугар (12 червня 1938 — 9 червня 2005). Загалом він мав 18 дітей.